# Cernuella aradasi
Cernuella aradasi is een slakkensoort uit de familie van de Hygromiidae. De wetenschappelijke naam van de soort is voor het eerst geldig gepubliceerd in 1842 door Pirajno.